# Мерсёй
Мерсёй (фр. Merceuil) — коммуна во Франции, находится в регионе Бургундия. Департамент коммуны — Кот-д’Ор. Входит в состав кантона Бон-Юг. Округ коммуны — Бон.
Код INSEE коммуны — 21405.

## Население
Население коммуны на 2010 год составляло 839 человек.
| 1962 | 1968 | 1975 | 1982 | 1990 | 1999 | 2010 |
| ---- | ---- | ---- | ---- | ---- | ---- | ---- |
| 424  | 382  | 370  | 526  | 579  | 548  | 839  |

## Экономика
В 2010 году среди 523 человек трудоспособного возраста (15—64 лет) 419 были экономически активными, 104 — неактивными (показатель активности — 80,1 %, в 1999 году было 69,4 %). Из 419 активных жителей работали 407 человек (228 мужчин и 179 женщин), безработных было 12 (4 мужчины и 8 женщин). Среди 104 неактивных 24 человека были учениками или студентами, 43 — пенсионерами, 37 были неактивными по другим причинам.